# Asesinatos de las chicas profesionales
Los "asesinatos de las chicas profesionales" fue el nombre que los medios de comunicación dieron a los asesinatos de Emily Hoffert y Janice Wylie en su apartamento del Upper East Side de Manhattan el 28 de agosto de 1963. George Whitmore, Jr., fue acusado de este y otros crímenes pero luego fue absuelto.
Las acciones del departamento de policía llevaron a Whitmore a ser acusado indebidamente de este y otros crímenes, incluyendo el asesinato de Minnie Edmonds y el intento de violación y asalto de Elba Borrero. Whitmore fue encarcelado injustamente durante 1216 días, desde su arresto el 24 de abril de 1964 hasta su liberación bajo fianza el 13 de julio de 1966, y desde la revocación de su fianza el 28 de febrero de 1972 hasta su exoneración el 10 de abril de 1973. Esto fue después de lo que el autor T.J. English llamó, en su libro The Savage City, «un ciclo entumecedor de juicios, condenas, condenas revocadas, nuevos juicios y apelaciones», Whitmore fue absuelto de todos los cargos y puesto en libertad. El tratamiento de Whitmore por parte de las autoridades se citó como un ejemplo que llevó a la Corte Suprema de los Estados Unidos a emitir las directrices conocidas como los derechos Miranda, y la Corte Suprema calificó el caso del Sr. Whitmore como «el ejemplo más conspicuo» de coacción policial en el país cuando emitió su fallo de 1966 que establecía un conjunto de protecciones para los sospechosos, incluido el derecho a permanecer en silencio, en el caso Miranda contra Arizona

## Crímenes
El 28 de agosto de 1963, Patricia Tolles, de 23 años, que trabajaba en la división de libros de Time-Life, volvió a su apartamento en el tercer piso de la calle 88 Este 57. Allí encontró el apartamento saqueado y un cuchillo cubierto de sangre en el baño. Asustada, corrió al vestíbulo del edificio y llamó a Max Wyle, padre de una de sus compañeras de cuarto, que vivía cerca. Él entró y encontró los cuerpos de su hija, la reportera investigadora de Newsweek Janice Wylie (21 años) y el de la maestra de escuela Emily Hoffert (23 años), que estaban en uno de los dormitorios. Ambas habían sido atadas con tiras de tela y apuñaladas más de 60 veces con tres cuchillos de su propia cocina, Hoffert en el cuello y Wylie en el pecho y abdomen, causando una evisceración parcial; había pruebas de que Wylie, que sólo llevaba una toalla, había sido además agredida sexualmente.
Al pertenecer a familias prominentes, los medios de comunicación lo sensacionalizaron y denominaron al caso «Asesinatos de las chicas profesionales» porque Wylie, la hija del ejecutivo de publicidad y novelista Max Wylie y sobrina del novelista Philip Wylie, y Hoffert representaban a los miles de mujeres jóvenes que habían llegado de todo Estados Unidos a Nueva York y otras grandes ciudades en busca de trabajo y carrera. Otras como ellas se sentían ahora inseguras y la policía estaba bajo presión para resolver el caso. Cientos de detectives fueron asignados a la investigación y miles de personas fueron interrogadas, pero con el paso de las semanas no se hicieron arrestos.

## Investigación
Inicialmente, la policía creyó que las víctimas conocían a su asesino. El nivel de violencia encontrado suele ser un indicio de una relación personal con la víctima. No había signos de entrada forzada y el apartamento, que estaba en el tercer piso de un edificio de nueve pisos, también estaba vigilado por un portero. Aunque el apartamento estaba desordenado, no parecía que hubiesen robado nada, por lo que no se creía que el robo fuera un motivo. Habían atado las manos y las piernas de las víctimas y luego fueron atadas espalda contra espalda mientras Wylie estaba desnuda y Hoffert estaba vestida. Se encontraron dos cuchillos de trinchar ensangrentados de 10 a 12 pulgadas junto a los cuerpos y un cuchillo adicional en uno de los dos baños.
La policía teorizó que las mujeres fueron atacadas y asesinadas en el dormitorio donde fueron descubiertos sus cuerpos. No dieron a conocer inmediatamente la información relativa a la violación de Wylie. De hecho, dijeron a la prensa que no parecía que ninguna de los dos hubiera sido violada, pero la autopsia reveló lo contrario. Dijeron que las mujeres habían sido acuchilladas repetidamente en el cuello y el abdomen. El enfoque de entrevistar a las personas incluidas en la libreta de direcciones verde de Wylie no condujo a la identificación de un sospechoso. Se estableció una recompensa de 10 000 dólares para ayudar en la detención del culpable.
El padre de Janice Wylie, Max Wylie, escribió un libro un año después de los asesinatos, Career Girl, Watch Your Step!, advirtiendo a las chicas que buscaban labrarse una carrera sobre la seguridad y la necesidad de estar alerta y de «sentirse amenazada» como defensa.
Al igual que Max Wylie, todos creyeron inicialmente que los ataques eran contra mujeres que tenían carrera, ya que ambas víctimas encajaban en ese perfil. Las mujeres, específicamente las mujeres blancas, se sintieron vulnerables a pesar de su deseo de ganar libertad e independencia por medio de sus carreras.
Se redactaron como secuela muchos otros manuales destinados a la seguridad de las mujeres solteras y fueron publicados por los departamentos de policía local y los departamentos de seguridad pública. En esos manuales se destacaba sobre todo la importancia de la prevención de los ataques, incluida la protección masculina y la necesidad de seguridad física.

## Sospechoso equivocado
En abril del año siguiente, Elba Borrero identificó a George Whitmore, Jr., un jornalero afroamericano de diecinueve años, como el hombre que había intentado violarla unos días antes. Borrero reconocería más tarde que Whitmore era el único sospechoso que la policía le había mostrado.
Cuando Whitmore fue arrestado, se descubrió que tenía una foto de una mujer rubia blanca. Los detectives de Brooklyn Joe DiPrima y Edward Bulger llegaron a la conclusión de que la rubia de la foto era Janice Wylie, aunque su familia lo negó. La foto era la de Arlene Franco, una compañera de instituto de Whitmore, que vivía en Nueva Jersey, que la había perdido o desechado en un parque, donde Whitmore la encontró y por alguna razón decidió guardarla en su cartera. Whitmore se convirtió inmediatamente en sospechoso del doble asesinato de Wylie y Hoffert. Los detectives DiPrima y Bulger procedieron a interrogar a Whitmore sobre los asesinatos de Wylie y Hoffert y después de horas de preguntas capciosas Whitmore finalmente confesó.
La policía de Nueva York anunció que Whitmore había confesado los asesinatos de Wylie y Hoffert, así como el de Minnie Edmonds (un asesinato no relacionado) y el intento de violación de Borrero. La policía de Nueva York anunció que Whitmore había dado detalles de los asesinatos de Wylie y Hoffert que sólo el asesino podría haber conocido, pero los fiscales de Manhattan notaron que cada detalle de la confesión de Whitmore era conocido por la policía de antemano. La policía declaró que había dibujado un diagrama detallado del apartamento y tenía en su cartera una foto de Janice Wylie que había sido robada del piso.
Whitmore repudió sus confesiones, alegando que había sido golpeado durante los interrogatorios; que el abogado no había estado presente; y que su solicitud de una prueba con el detector de mentiras había sido denegada. Se localizaron testigos que afirmaban que Whitmore había estado en Wildwood, Nueva Jersey, en el momento de los asesinatos de Manhattan, viendo el discurso transmitido en directo por televisión de Martin Luther King Jr. en la Marcha en Washington, a 159 millas del lugar del crimen. A pesar de la desacreditada confesión de Whitmore, el Fiscal de Distrito del Condado de Nueva York, Frank Hogan, no desestimó la acusación contra él.

## Nuevas pistas
El 9 de octubre de 1964, Nathan «Jimmy» Delaney (de 35 años), un drogadicto y traficante de poca monta, fue arrestado por el asesinato de un traficante de drogas rival, Roberto Cruz del Valle. Enfrentado a la pena de muerte, Delaney se ofreció a hacer un trato: a cambio de indulgencia, daría a la policía el nombre del verdadero asesino de las «chicas profesionales», y afirmó que no era Whitmore. 
Delaney explicó a la policía que el día de los asesinatos había encontrado a un viejo conocido, Richard «Ricky» Robles, que le había dicho que había cometido los asesinatos de Wylie y Hoffert. Robles, un ladrón de 22 años, tenía un largo historial de consumo de drogas y había salido de la cárcel sólo dos meses antes de los asesinatos. Para mantener su hábito, Robles necesitaba entre 30 y 50 dólares diarios. 
Delaney dijo a los detectives que Robles había aparecido en su apartamento el día de los asesinatos pidiendo drogas y que tenía sus manos y ropa cubiertas de sangre. El agitado Robles le dijo a Delaney, «acabo de congelar a dos damas». Su ropa tenía salpicaduras de sangre; Delaney le dio una camisa y un par de pantalones para que se cambiara. Delaney dijo que luego salió a comprar drogas con el dinero que Robles le había dado. 
A Delaney y a su esposa, Marjorie, se les pusieron dispositivos de escucha, que también se instalaron en sus apartamentos y en los de Robles. Con el tiempo, Robles habló de los detalles de los asesinatos que convencieron a los investigadores de que él era el verdadero asesino; fue arrestado y acusado el 26 de enero de 1965.

## Segundo arresto y condena
En el otoño de 1965, Robles fue juzgado por los asesinatos de Wylie y de Hoffert. Sus abogados trataron de aumentar la credibilidad de la confesión del asesinato de Wylie y de Hoffert que había hecho Whitmore para crear una duda razonable de que su propio cliente hubiese cometido el crimen. Sin embargo, el fiscal John F. Keenan respondió citando a Whitmore y a los detectives que lo habían arrestado. Los abogados de Robles no pudieron traducir las dudas sobre los métodos de interrogatorio de la policía en beneficio de su propio cliente, a pesar del testimonio de que Robles había confesado los asesinatos de Wylie y de Hoffert mientras sufría de abstinencia de heroína y sin que su abogado estuviera presente.
Delaney testificó que Robles le había dicho que asesinó a las dos mujeres porque una de ellas, Hoffert, le dijo que podía identificarlo ante la policía. El abogado de Robles señaló que Delaney recibió inmunidad a cambio de su testimonio.
El 1 de diciembre de 1965, Robles fue declarado culpable de los asesinatos de Emily Hoffert y Janice Wylie y sentenciado a cadena perpetua. Solo unos meses antes, la Legislatura de Nueva York había abolido la pena de muerte, excepto en los casos de asesinato de policías, guardias de prisión y asesinatos cometidos mientras escapaban de la cárcel. Fue declarado culpable, en gran parte sobre la base de conversaciones grabadas en secreto sobre los asesinatos. A pesar de la condena de Robles, numerosas preguntas sobre la conducta policial, en este caso, quedaron sin respuesta. 

Los detectives de la policía, que pueden haber estado motivados por su sentido de la justicia, recurrieron a medios muy cuestionables para extraer una confesión de un sospechoso que era demasiado débil para resistirse. Sus colosales errores en el caso del asesinato de las chicas casi ponen a George Whitmore Jr. en el corredor de la muerte por un crimen que ciertamente no cometió. No se presentaron cargos formales contra los detectives Bulger y DiPrima, quienes negaron sistemáticamente cualquier delito en el caso. Pero nunca se explicó exactamente cómo Whitmore fue capaz de proporcionar una confesión de 61 páginas de un doble asesinato que nunca cometió.

Robles, que se había declarado públicamente inocente por el doble asesinato original, no admitió su culpabilidad hasta una audiencia de la junta de libertad condicional en noviembre de 1986. Admitió que había irrumpido en el apartamento para obtener dinero para drogas y que al principio había asumido que estaba vacío. Cuando apareció Wylie, que había estado tomando una ducha, la atacó y la violó. Hoffert llegó poco después y también la atacó. Desafiantemente, ella le dijo que recordaría su rostro y lo denunciaría a la policía, con lo que la asesinó a ella y a Wylie. El jurado de tres miembros rechazó la concesión de la libertad condicional, citando «la naturaleza del crimen». No se presentaron cargos contra los policías que habían obtenido las «confesiones» de Whitmore.

## Legado
El caso de Whitmore y su tratamiento por parte de la policía fue uno de los muchos ejemplos utilizados por la Corte Suprema de los Estados Unidos cuando emitió las directrices conocidas como los derechos Miranda en junio de 1966 por las que, cuando un acusado es detenido y acusado de un delito, debe ser informado de sus derechos constitucionales. El tribunal reconoció que los interrogatorios coercitivos podían producir confesiones falsas, y en una nota a pie de página declaró: «El ejemplo más conspicuo ocurrió en Nueva York en 1964, cuando un negro de inteligencia limitada confesó dos asesinatos brutales y una violación que no había cometido».
Cuando esto fue descubierto, el fiscal dijo: «Llámelo como quiera: lavado de cerebro, hipnosis, miedo. La única cosa que no creo es que Whitmore fuese golpeado». 
La madre y la hermana de Janice Wylie, Isobel Wylie y Pamela Wylie Sullivan, respectivamente, murieron en los cinco años siguientes a los asesinatos, la primera de ellas de cáncer. Max Wylie se suicidó por un disparo en 1975 en Fredericksburg, Virginia.[cita requerida]
Whitmore siguió con su vida en Wildwood, Nueva Jersey. Demandó con éxito por detención ilegal y recibió 500 000 dólares de la ciudad de Nueva York. Trabajó en un barco pesquero comercial durante un tiempo, pero luego quedó discapacitado en un accidente en el barco. Se gastó el dinero de la indemnización, estuvo desempleado durante largos períodos y sufrió de depresión y alcoholismo. Whitmore nunca se casó, y fue padre de cuatro hijas y dos hijos. George Whitmore Jr. murió el 8 de octubre de 2012, en un asilo de ancianos de un ataque al corazón. Tenía 68 años.
Richard Robles, conocido como el Recluso del Estado de Nueva York #66A0003, está actualmente encarcelado en la Correccional de Greene y se le ha negado la libertad condicional en múltiples ocasiones. Mientras estaba en la cárcel, Robles ha enseñado a sus compañeros de prisión habilidades informáticas y también ha recibido un título asociado.

## En la cultura popular
- El caso sirvió de base para la película de televisión de 1973 Los asesinatos de Marcus-Nelson, que a su vez sirvió de piloto para la serie de drama criminal Kojak.[25]
- Una novela de 1973 titulada The Killings, del autor ganador de un premio Edgar, Clark Howard, también ficcionó el caso, cambiando el escenario de Nueva York a Los Ángeles.[cita requerida]
- En un episodio de Mad Men de 2009 (temporada 3, episodio 9, «Wee Small Hours»), dos personajes escuchan el comienzo de una emisión de radio, en la que el locutor informa de que los cadáveres de las víctimas, Wylie y Hoffert, han sido encontrados en su apartamento.[26]
- El caso fue retomado en 2013 en la serie de Investigation Discovery Crímenes del pasado (Temporada 1, Episodio 2, «The Career Girl Murders»).[5]